# تیونر آنتن

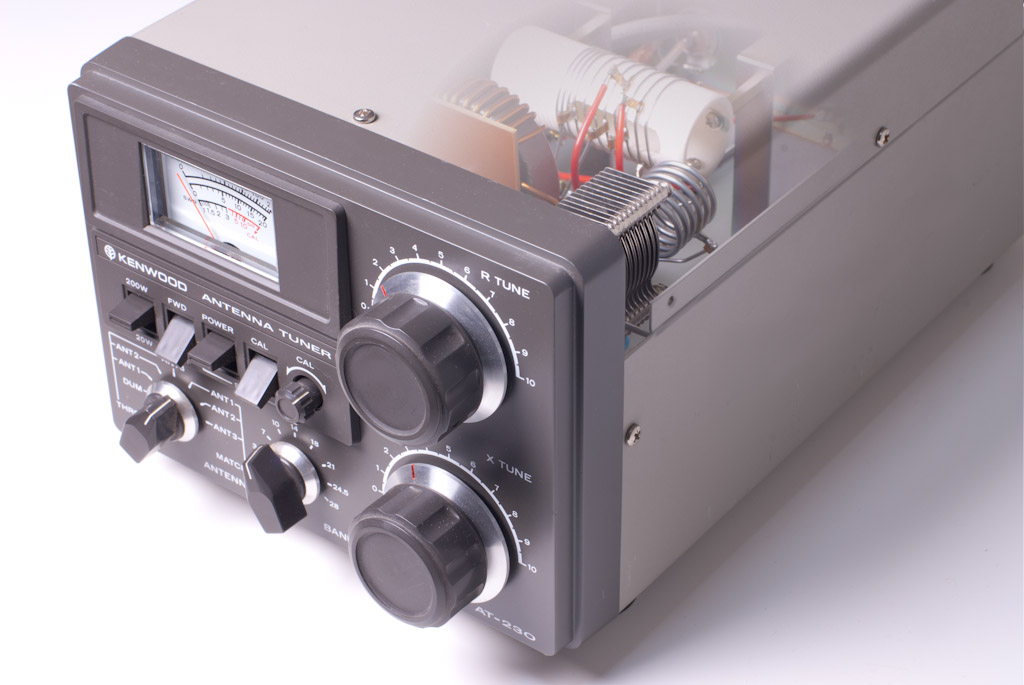
یک تیونر آنتن.

تیونر آنتن یا مجموعه گیرنده(ای تی یو) به میان گیرنده‌ای متصل است که یک مقاومت ثابت دارد (معمولاً ۵۰ اهم برای گیرنده‌های مدرن) برای گیرندگی (که معمولاً از خط آنتن می‌آید) با مقاومتی که میزان معینی ندارد، یا اینکه پیچیده است، یا اینکه مشخص نیست میزان آن چقدر است. این عدم تطابق معمولاً به خاطر استفاده از آنتن غیر رزونانت پدید می‌آید.

## نگارخانه

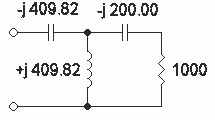
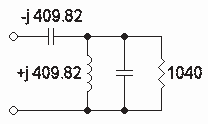
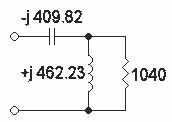
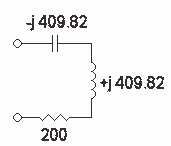
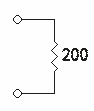